# Brennpunkt L.A. – Die Profis sind zurück
Brennpunkt L.A. – Die Profis sind zurück, auch unter dem Verweistitel Lethal Weapon 3 – Die Profis sind zurück bekannt, ist ein US-amerikanischer Actionfilm aus dem Jahr 1992. Regisseur war Richard Donner, das Drehbuch schrieben Shane Black, Jeffrey Boam und Robert Mark Kamen. Die Hauptrollen spielen Mel Gibson und Danny Glover.
Der Film ist die dritte Folge nach Zwei stahlharte Profis und Brennpunkt L.A. Eine weitere Fortsetzung folgte 1998 mit Lethal Weapon 4. Regie führte in allen vier Filmen Richard Donner.

## Handlung
Martin Riggs und Roger Murtaugh finden in einem Parkhaus eine Bombe. Statt auf das Bombeneinsatzkommando zu warten, versuchen sie die Bombe zu entschärfen, was zu einer vorzeitigen Explosion führt. Sie retten zwar im letzten Augenblick einen Kater, doch das Gebäude wird zerstört, kurz bevor das Kommando eintrifft.
Zur Strafe müssen Riggs und Murtaugh Streifendienst leisten – und das alles wenige Tage vor Rogers Pensionierung. Die beiden geraten in einen Raubüberfall, bei dem die Täter mit einem Geldtransporter flüchten. Murtaugh und Riggs können die Gangster überwältigen und einen von ihnen festnehmen. Dies bringt ihnen wenig später ihre alten Dienstmarken wieder ein – sehr zum Missfallen von einigen Beamten der Behörde Interne Angelegenheiten; allen voran Sergeant Lorna Cole, welche es mit ihrer direkten Art besonders auf Riggs abgesehen zu haben scheint.
Die Beamten der sogenannten „Internen“ wollen dem Department den Fall abjagen, da beim Raubüberfall spezielle panzerbrechende (und vor allem kugelsichere Westen durchbrechende) Munition – so genannte Copkiller – verwendet wurde, welche aus dem Polizeilager gestohlen worden ist. Als Dieb entpuppt sich wenig später der eigentlich für tot gehaltene korrupte Cop Jack Travis. Dieser hat mit einigen Vertrauten einen Pakt mit dem Gangsterboss Tyrone geschlossen, will ihm für mehrere Millionen Copkiller-Munition verkaufen und mit dem Geld ganz legal die Luxuswohnsiedlung Mesa Verde errichten, als Teil seines persönlichen Rentenplans. Den festgenommenen Räuber, der zu seiner Bande gehörte, aber den Überfall in eigener Regie plante, erschießt er auf der Wache.
Murtaugh und Riggs plagen bei ihren Ermittlungen andere Probleme. Martin schließt mit Lorna Frieden, und bei einer gegenseitigen Begutachtung ihrer jeweiligen alten Verletzungen aus ihren Dienstzeiten kommen sich beide schließlich auch persönlich näher. Roger hat Schwierigkeiten, sein Haus zu verkaufen, da er mit den Verhandlungsmethoden seines Maklers Leo Getz alles andere als zufrieden ist; darüber hinaus glaubt er, dass Martin sich an seine Tochter Rianne heranmacht. Zu allem Überfluss tötet Roger bei einer Schießerei in Notwehr einen Jungen, der sich als Freund seines Sohnes entpuppt. Der folgende Stress bringt Murtaugh an den Rand der Verzweiflung. Erst durch Riggs’ gutes Zureden rafft er sich auf, und gemeinsam nimmt das durch Lorna verstärkte Trio Tyrone hoch.
Zwar können die drei nicht verhindern, dass Travis den gesamten Copkiller-Bestand aus einem Polizei-Depot stiehlt, doch durch Leos gründliche Recherchen gelangen sie schließlich an die Verbindung zwischen Mesa Verde, Travis und der Munition. In den Rohbauten der Luxussiedlung kommt es schließlich zu einer Schießerei, bei der Travis, seine Gangster, der Munitionsvorrat und Mesa Verde selbst vernichtet werden. Lorna wird zwar schwer verletzt, überlebt jedoch und wird ins Krankenhaus gebracht.
Schließlich entscheidet Roger tags darauf, dass das Haus doch nicht verkauft wird und er seine Dienstzeit bei der Polizei verlängert – dies nun sehr zum Missfallen seiner Frau Trish, die jedoch am Ende einwilligt. Als schließlich noch Riggs ankommt, wirft Murtaugh auch seine Verdächtigungen über ihn und Rianne über Bord, da Martin seinem Partner verkündet, er und Lorna seien liiert.
Am Schluss des Films fahren die beiden zur Arbeit, als sie eine weitere Meldung über eine Bombe erreicht. Als sie am Einsatzort ankommen, geht die Bombe hoch, noch bevor Riggs und Murtaugh das Gebäude betreten können.

## Hintergründe
- Die Produktionskosten betrugen ca. 35 Millionen US-Dollar, der Film spielte weltweit ca. 322 Millionen US-Dollar ein.[1]
- Ein Running Gag im Film ist, dass Riggs eigentlich mit dem Rauchen aufhören will, aber trotzdem mehrfach zur Zigarette greift. Aus verschiedenen Gründen kommt er nie zum Zug. Als Nikotinersatz greift er mehrfach zu Hunde-Snacks, die er bereits mit sich führt und erhält einmal von Murtaugh eine rohe Zwiebel, in die er beherzt beißt, um sich vom Rauchen abzulenken.[2]
- Im Film trägt die Tochter von Roger Murtaugh ein Tierschutz-T-Shirt, auf dem Polizeirevier sind entsprechende Sticker angebracht. Dies ist Regisseur Richard Donner geschuldet, der aktiver Tierschützer war.[2]
- Es gibt einige Verweise auf die Mad-Max-Filme, die Mel Gibson berühmt gemacht haben. Die Running Gags mit den von Riggs gegessenen Hundekuchen als Ersatz für das Rauchen erinnert an Mad Max II – Der Vollstrecker, wo Gibson eine Dose Hundefutter isst. Bei der Panzerwagenverfolgungsjagd bezeichnet sich die Sicherheitsdienstangestellte Dolores, die mit Murtaugh Riggs und die Gangster verfolgt, als Road Warrior. Road Warrior war der Beiname von Mad Max.[2]
- Ebenso finden sich kurze Anspielungen auf Szenen aus dem Vorgänger Brennpunkt L.A. im Film: Als Riggs im Parkhaus die Bombe entschärfen will und Murtaugh erst dagegen ist, erinnert Riggs ihn an die Bombe unter der Toilette in dessen Haus. In einer späteren Szene geht Leo Getz als Makler mit Kaufinteressenten durch Murtaughs Haus und erzählt diesen, dass dort eine Bombe hochgegangen sowie ein Auto durch die Fensterfront gekracht sei und daraufhin alles renoviert wurde.
- Das am Anfang explodierte Parkhaus war in Wirklichkeit das alte Rathaus von Orlando, Florida, welches für den Film tatsächlich gesprengt wurde. Bei dem Polizisten, welcher nach der Detonation klatscht und „Bravo“ sagt, handelt es sich um Bill Frederick, den damaligen Bürgermeister von Orlando. Der Stadtrat war mehr als glücklich, dass das Rathaus gesprengt wurde und zahlte den Produzenten 165.000 US-Dollar für den „Gefallen“. Das Rathaus war ursprünglich mit Marmorplatten ausgekleidet, die später als Tischplatten für Cafétische in Orlando verwendet wurden.[2]
- Die Sets der Mesa-Verde-Siedlung übernahmen die Produzenten von einer pleitegegangenen Baufirma mit der Bedingung, es für den Film zu demolieren und im Anschluss komplett abzureißen.[2]
- Bei der Szene im Eishockeystadion handelt es sich um eine arrangierte Partie mit Statisten in Trikots der L.A. Kings und der Toronto Maple Leafs. Für die Authentizität wurde Videomaterial eines echten Eishockeyspiels der beiden Mannschaften in den Film geschnitten.
- Viele von Riggs’ Wunden, die er Lorna präsentiert, stammen aus Brennpunkt L.A.[2]
- Das Computerspiel, welches Riggs auf Lornas Computer startet, ist ein von der Firma Cinemaware produziertes Actionadventure namens The Three Stooges.[2]
- Murtaughs Boot trägt den Namen Code 7, was bei der US-Polizei der Code für die Mittagspause ist.[2]
- Regisseur und Kameramann Jan de Bont hat einen Miniauftritt als holländischer Kameramann.
- Nach dem Abspann gibt es noch eine Szene, in der ein weiteres Gebäude gesprengt wird.

## Kritiken
Roger Ebert schrieb in der Chicago Sun-Times vom 15. Mai 1992, der Film sei nicht mehr so „erfrischend“ wie Zwei stahlharte Profis und Brennpunkt L.A. Er meinte, der Film würde mehr als die ersten zwei Filme der Serie auf die Spezialeffekte und weniger auf die Charaktere setzen. Stuart Wilson in der Rolle des Bösewichts Jack Travis fand er weniger beeindruckend als Joss Ackland im Film Brennpunkt L.A.
Peter Travers kritisierte in Rolling Stone das Drehbuch, welches er als eine „Ausrede“ bezeichnete. Die Szene, in der Riggs und Cole sich ausziehen und die Narben zeigen, nannte er die einzige interessante Szene des Films. Die Entscheidung, nach zwei finanziell erfolgreichen Filmen den dritten zu drehen, verglich er mit den geschäftlichen Gepflogenheiten von Griffin Mill aus dem Film The Player.

„Die Aufklärung eines Waffenraubs aus dem Polizeilager dient nur als Aufhänger für perfekt inszenierte, aber schematische Action- und Special-Effects-Szenen, deren Selbstzweck weniger erfolgreich als im zweiten Teil durch Humor aufgelockert wird.“

## Auszeichnungen
Mel Gibson sowie das Duo Gibson und Danny Glover gewannen den MTV Movie Award. Der Film wurde in drei weiteren Kategorien für den MTV Movie Award nominiert.
Eric Clapton, Michael Kamen und David Sanborn gewannen den BMI Film Music Award. Eric Clapton, Michael Kamen und Sting wurden für den Song It’s Probably Me für den Grammy Award nominiert.